# Mary Fisher
Mary Fisher, nacida Lizabeth Davis Frehling, (Louisville, 6 de abril de 1948) es una activista política, artista y escritora estadounidense. Después de contraer el VIH de su segundo marido, se ha convertido en una activista para la prevención del VIH/sida, la educación y el tratamiento compasivo de las personas afectadas por el VIH y SIDA. Destacó especialmente por sus discursos ante dos de las convenciones republicanas: en 1992, la de Houston, calificado como "uno de los mejores discursos estadounidenses del siglo XX", y la de San Diego, en 1996.
Es la fundadora de la  organización sin ánimo de lucro Mary Fisher Clinical AIDS Research and Education (CARE) Fund creada para financiar la investigación y la educación sobre el VIH/SIDA.  Desde mayo de 2006 ha sido emisaria mundial del Programa Conjunto de las Naciones Unidas sobre el VIH/SIDA (ONUSIDA).

## Biografía
Hija de Marjorie Faith (de soltera Switow) y de George Allen Frehling. Sus padres, de ascendencia judía rusa, se divorciaron cuando ella tenía cuatro años. Un año después, su madre se casó con el multimillonario Max Fisher, quien la adoptó y le dio su apellido.
Criada en Míchigan, asistió al Kingswood School (la actual Cranbrook Kingswood School) en Bloomfield Hills, donde mantuvo una breve relación con el político Mitt Romney. Se matriculó en la Universidad de Míchigan durante un año antes de trabajar como voluntaria en la televisión ABC en Detroit, Míchigan, que dejó cuando se le ofreció la oportunidad de unirse al personal de Gerald R. Ford, entonces presidente de los Estados Unidos, como la primera mujer "avanzada".
En 1977, celebró su primer matrimonio, que pronto se disolvió. En 1984, se sometió a tratamiento por alcoholismo en el Betty Ford Center dónde descubrió su talento artístico. Terminada la rehabilitación, se instaló en la ciudad de Nueva York. En 1987, se casó con su amigo, el artista Brian Campbell. La pareja se mudó a Boca Ratón, Florida donde dio a luz a su hijo Max y, tras varios abortos espontáneos, adoptó junto a su esposo a su segundo hijo, Zachary. En 1990, Campbell solicitó el divorcio y en 1991 informó a Fisher de que era VIH positivo que al poco tiempo, se enteró de que ella también había contraído el virus, aunque sus hijos dieron negativo.

## Trayectoria activista
Como activista, Fisher decidió ser abierta sobre su estado serológico y, después de que Detroit Free Press publicara su historia en febrero de 1992, fue invitada a hablar en la Convención Nacional Republicana de 1992 en Houston, Texas. Allí, instó al Partido Republicano a trabajar en la crisis del SIDA con las personas afectadas por el VIH. En 1995, The New York Times publicó un elogioso artículo sobre Fisher y Elizabeth Glaser, quien habló sobre su experiencia con el SIDA en la Convención Nacional Demócrata de 1992, por haber "traído el SIDA a Estados Unidos". El discurso de Fisher en la convención republicana fue catalogado como el número 50 entre los 100 mejores discursos del siglo XX de la retórica estadounidense (enumerados por rango). Tras esta aparición, Fisher creó un grupo de apoyo para familias afectadas por el SIDA y trabajadores de la salud, la Family AIDS Network, y continuó hablando como su representante, promoviendo la educación, la prevención y la aceptación de los enfermos. En octubre de 1992, el presidente George Bush la nombró miembro de la Comisión Nacional sobre el SIDA sustituyendo a Magic Johnson. Fisher habló nuevamente en la Convención Nacional Republicana de 1996 en San Diego, California pero ya no participó en la Convención Nacional Republicana de 2000 en Filadelfia, Pensilvania, donde fue reemplazada por su compañera, la activista Patricia Funderburk Ware, defensora de la "abstinencia exclusiva".
En 1999, fue noticia cuando, al igual que otras personas seropositivas, decidió dejar de tomar medicamentos contra el VIH que, en su opinión, estaban dañando su calidad de vida.
Pero ella y sus médicos continuaron probando nuevas combinaciones de medicamentos y, en 2001, pudieron suprimir el virus sin efectos secundarios incontrolables. Encontrar medicamentos que pudieran prolongar una vida saludable marcó un punto de inflexión, dijo Fisher en una entrevista con la revista More en 2007: "Durante años estuvo esperando morir, y luego cambió todo y traté de descubrir cómo vivir".
Llevó a cabo su activismo contra el SIDA a través de intervenciones públicas, artículos, trabajos artísticos y promoción internacional. Fundó la organización sin ánimo de lucro Mary Fisher Clinical AIDS Research and Education (CARE) Fund con sede en el Center for AIDS Research de la Universidad de Alabama en Birmingham, para apoyar la investigación clínica del SIDA y promover la educación pública sobre la medicina y la política del VIH/SIDA. Es miembro del consejo de liderazgo de la Global Coalition on Women and AIDS y ha viajado por los Estados Unidos con otras mujeres VIH positivas para concienciar a la sociedad sobre la enfermedad.
El trabajo internacional de Fisher se ha centrado en África y especialmente en Zambia, donde ha dirigido giras de investigación y ha promovido proyectos de generación de ingresos para emplear a mujeres seropositivas. Ha enseñado a las mujeres africanas a crear joyas hechas a mano que luego se venden on-line y en galerías de EE. UU., cuyas ganancias se devuelven a las artesanas.

## Trayectoria artística
El arte de Fisher se ha exhibido en colecciones públicas y privadas de todo el mundo. Los coleccionistas incluyen al presidente George HW Bush y su esposa, al presidente Gerald Ford, y su esposa, al presidente Henry Ford II y su esposa, al presidente Mwanawasa de Zambia y a muchos otros. Siete de sus esculturas se exhiben en la sede de ONUSIDA en Ginebra, Suiza, como parte de Art for AIDS, una colección creada para reconocer el papel que ha desempeñado el arte en la respuesta al sida. El trabajo de Fisher también se ha exhibido en la Biblioteca y Museo Presidencial Gerald R. Ford.
Su obra también está expuesta durante todo el año en la Goldenstein Gallery, Uptown Sedona, Arizona. Cada primer viernes de noviembre se lleva a cabo un espectáculo especial, con la participación de personal de Fisher exhibiendo su trabajo. El programa se titula: CHI: El Arte como medio curativo.  
Participa activamente en la Coalición de Artistas Visuales de Sedona.

## Obra
Fisher es autora de seis libros: una autobiografía titulada My Name is Mary: A Memoir; Angels in Our Midst, un tributo fotográfico a los cuidadores del SIDA; ABATAKA, una colección de sus obras artísticas con temática del SIDA e influencia africana; dos libros que contienen transcripciones de sus discursos, Sleep With the Angels y I'll Not Go Quietly en 2012, Messenger: A Self-Portrait (Greenleaf Book Group, Austin, Texas).